# Nkollo
Nkollo est un village de la commune de Lokoundjé dans le département de l'Océan. Situé dans la région du Sud au Cameroun, Nkollo est sur la route qui relie Elogbatindi à Bipindi, à 30 km de Bipindi.

## Localisation
Le village de Nkollo est situé respectivement à 86 km de Kribi et 56 km d’Edéa. Nkollo est à une heure de route de la ville d’Édéa et deux heures de celle de Kribi. Le village de Nkollo dépend du département de l’Océan et de la commune de la Lokoundjé. Nkollo est limitrophe avec le village Gwap au Nord et Bella au Sud.
Il s’étire à partir du village d’Elogbatindi le long d’une route non bitumée et mal entretenue sur environ 68 km pour rejoindre plus loin et plus haut la localité de Bipindi sur une cinquantaine de kilomètres, village beaucoup plus connu grâce à la présence des peuples de la forêt, les Pygmées. La route est rarement entretenue, ce qui rend difficiles les déplacements en saison pluvieuse. Le village Nkollo est situé le long de cette route non loin du canton appelé « lokombi ». Il débute au niveau d'un cours d'eau nommé « Mbonde » et se limite à un autre cours d'eau appelé « Léb Hog ». Néanmoins, une partie du village se retrouve après le village voisin de Gwap et cette partie est appelée Nkollo 2 ou alors le quartier « Song makasso ».
Le village est réparti le long d'une route principale et les différents familles ou cantons sont séparés par des bosquets, des ponts, des cours d'eau, des stades ou des églises. L’ensemble du village compte une centaine de maisons.

## Climat
Nkollo bénéficie d'un climat humide de type équatorial à quatre saisons : deux saisons sèches et deux saisons pluvieuses. La grande saison des pluies a lieu entre août et octobre, et la petite saison des pluies de mars à mai. La grande saison sèche a lieu de novembre à février et la petite saison sèche en juin-juillet.

## Environnement
Le village de Nkollo subit les dommages de la déforestation au Cameroun causée par différents facteurs tels que le développement de l'exploitation forestière, la collecte du bois de feu et la pratique de l'agriculture sur brûlis. Depuis plusieurs années, Nkollo est victime de l’exploitation anarchique de ses ressources forestières et minières avec la complicité des pouvoirs publics et au détriment des autochtones.
Le village de Nkollo se caractérise par des collines notamment la colline Tiya ou G-Stone (Bocom) exploite le fer et l'or, avec des versants abrupts. Le village présente un sous-sol riche en minéraux tels que le fer et l'or.
Nkollo est riche en sites spéléologiques. On y trouve des collines de plus de 544 mètres d’altitude abritant des grottes ou rochers ayant subi des déformations physiques et formant une succession d’étages décalés. L'une de ces collines « Tiya » a fait l'objet de supputations et craintes pendant plusieurs décennies car elle avait toujours été déclarée mystique et dangereuse par les patriarches du village. Seuls les initiés pouvaient avoir accès à cette montagne.
La végétation de Nkollo est essentiellement forestière. Deux types de forêt coexistent : la forêt primaire rencontrée au sommet des collines, et la forêt secondaire qui résulte de la destruction des forêts primaires pour l’agriculture ou pour l’exploitation forestière.

## Histoire
Le village Nkollo doit spécialement son nom à une roche « ngog » située dans la colline du village. Le territoire de Nkollo fait partie des bastions de la résistance nationaliste en pays Bassa. Plusieurs paysans sont réfugiés dans la forêt mais avec le vent de l'indépendance, plusieurs, voire la plupart, sont appelés à revenir vers la civilisation. C’est ainsi que des Bassa venus de Massella et certains de Nyabii dans le Nyong et Kellé et de la Sanaga maritime sortent du maquis afin d'occuper des terres qui leur seront octroyées par des chefs notamment Nyemb Mbogyamb. C’est donc ces peuples issus des différentes régions du pays Bassa qui viennent occuper des terres qui leur ont été octroyées pour former ce qui constitue aujourd’hui la population du village Nkollo.

## Population et société
Nkollo est une chefferie de troisième degré. Deux partis coexistent dans le village : l'Union des populations du Cameroun (UPC) et le Rassemblement démocratique du peuple camerounais (RDPC).
En 1966, la population était de 391 habitants. Nkollo disposait avant 1966 d'une école publique à cycle complet et d'un marché périodique. L'estimation par les élites du village donne des chiffres de 1 500 à 2 000 habitants (populations résidentes et celles à l'extérieur du village). Lors du recensement de 2005, le village comptait 681 habitants dont 309 hommes et 372 femmes, principalement des Bakoko et des Bassa à laquelle s’ajoutent les peuples de la forêt appelés les Pygmées qui de plus en plus deviennent « les peuples du village », d'une minorité d'originaires du Nord-Ouest.
La population de Nkollo représente 2,5 % de la population de la commune de Lokoundjé. La population est majoritairement vieillissante à cause de l'exode rural.

## Services sociaux
Nkollo possède un établissement de santé. Il est situé au centre du village doté du minimum pour les premiers soins et d’un infirmier d’état. Par ailleurs ce centre bénéficie de temps en temps des dons des fils de ce village.
Depuis les années 1960, Nkollo est doté d’une école primaire d'un effectif de 104 élèves (2015-2016), construite par le gouvernement et entretenue par les populations. L'école bénéficie de temps à autre des dons provenant des ressortissants ou élites du village. La dernière remise de dons (matériel informatique, audiovisuel et d'énergie solaire) date du mois de mars 2016 par Roger Yomba Ngué, un fils du village émigré aux États-Unis d'Amérique. Les bâtiments de l'école abritent également le Collège d'enseignement secondaire qui a été créé en 2013 et compte un effectif de 20 élèves (2015-2016) repartis dans les classes de 6e en 4e. L’école est située non loin du Centre de Nkollo (1 km environ).
Une partie du village de Nkollo est alimentée en eau potable, don de l'élite Abbé Léon Bola Mbindjemb. Le reste du village ne bénéficie pas de cet ouvrage hydraulique à cause des collines rocailleuses qui rendent difficile le transport de l'eau et la pose des tuyaux. Le village Nkollo n’est pas électrifié. L’absence d’électricité constitue une entrave importante au développement, néanmoins certains habitants ont recours aux groupes électrogènes qu’ils utilisent surtout lors des événements comme les cérémonies funèbres, mariages, baptêmes ou congrès. 
La population de Nkollo est majoritairement chrétienne, de confessions catholique et protestante. trois lieux de culte existent au village : l’église presbytérienne camerounaise (Bondè) et l’église catholique (Centre et Sougba).

## Économie
Les activités génératrices de revenus sont la chasse et l’agriculture.
Cependant la commune de Lokoundjé en général compte des agro-industries telles que : Socapalm, PHP, Hevecam et des sociétés d’exploitation minière (G-Stone/Bocom) et d'exploitation forestière (Wichma) en activité bien avant la création de la commune.
D’après les études menées par l’ONG FODER, certaines de ces entreprises participent à la réalisation de projets communautaires de développement, c’est le cas de PHP avec l’électrification en cours du village Dehane, la construction programmée d’un centre de santé, la réfection de salles de classe. C’est également le cas de la société G-Stone titulaire d’un permis d’exploration minière qui a procédé à la réfection de certains tronçons de la route dans les villages Nkollo, Bella, etc. Les entreprises en activité emploient les jeunes de la localité, même si pour la plupart il s’agit d’emplois subalternes payés à la tâche. Ces travailleurs issus des communautés ne disposent pas pour la plupart des contrats de travail et ne bénéficient donc pas de prise en charge sociale en cas de maladie ou d’accident de travail.
L’agriculture est la principale source de revenus du village de Nkollo. On y pratique également le commerce des produits forestiers non ligneux. L'activité économique se concentre sur l’agriculture avec des cultures de rente (cacao et palmier à huile), les cultures vivrières (bananier plantain, manioc, macabo, taro, arachide, banane douce), fruitières (safou, mangue, citron, orange, pamplemousse, papaye, noix de kola) et maraîchères (piment, légumes). Le commerce de ces produits agricoles est pratiqué à Kribi et Édéa.
Les populations de Nkollo pratiquent aussi le petit élevage, la pêche et la chasse. Certains villageois disposent des unités de pressage d’huile de palme. L’exploitation forestière informelle fait également partie des moyens de subsistance de certains habitants du village.

## Initiatives locales de développement
Les femmes du village sont réunies en réseau d’association pour le développement socioculturel du village. Parallèlement, les jeunes du village installés dans les grandes villes voisines qui sont Kribi et Edéa se sont aussi constitués en association afin de participer grâce à leur contribution annuelle au développement du village. Certaines élites ont entrepris la mise en place des plantations de palmiers à huile et de bananiers.